# Григорьева, Лидия Николаевна (легкоатлетка)
Ли́дия Никола́евна Григо́рьева (девичья фамилия — Ники́форова, род. 21 января 1974, Смычка, Чувашская АССР) — российская бегунья на длинные дистанции, спортсмен-инструктор сборной команды России. Мастер спорта России международного класса по легкой атлетике.

## Биография
Первый тренер — Николай Александрович Матрин (г. Тольятти). В сборной команде России с 1999 года. Выступает за профсоюзы. Мастер спорта международного класса по лёгкой атлетике (10 000 м). Участница XXVII (2000, Сидней), XXVIII (2004) Олимпийских игр. Проживает в Новочебоксарске.
Окончила Волгоградский государственный институт физической культуры (1998).

## Достижения
- Чемпионка России (1998, 2000) в кроссе.
- Победитель (2004), серебряный (2000) и бронзовый (1999, 2003) призёр чемпионатов России в беге на 10 000 м.
- Бронзовый призёр чемпионата России (2004) в беге на 3000 м. Личный рекорд — 30.57,83[прояснить] (2003).
- В мировом топ-листе спортсменок бега по шоссе была сильнейшей среди российских легкоатлеток.
- Чемпионка мира по полумарафону в командном первенстве (2003).
- Победительница Кубка европейских чемпионов (2003).
- Победительница марафонов в Париже (2005), Лос-Анджелесе (2006), Бостоне (2007), Чикаго (2008).

## Дисквалификация
Всероссийская федерация лёгкой атлетики на основании решения Дисциплинарного антидопингового комитета приняла решение о дисквалификации Лидии Григорьевой на 2 года 6 месяцев, начиная с 16 февраля 2016 года. У Григорьевой были аннулированы все результаты с 17 апреля 2009 по 14 мая 2010 года.

## Семья
- Супруг и тренер — Григорьев Валерий Николаевич[3].
  - Дочь — Виктория[7]
- Родители (проживают в п. Смычка Ибресинского района Чувашской Республики): отец — Никифоров Николай Михайлович; мать — Никифорова Клавдия Павловна.
- Старшая сестра — российская легкоатлетка Ирина Тимофеева[7].